# Anaplectoides tamsi
Anaplectoides tamsi là một loài bướm đêm trong họ Noctuidae.